# Hartfordkonventionen
Hartfordkonventionen (engelska: Hartford Convention) var en händelse i Hartford 1814-1815, där federalister träffades för att diskutera sitt missnöje rörande 1812 års krig, och de politiska problem som uppstod då den federala regeringen växte sig allt starkare. Trots att ropen bland federalisterna skallade för utträde ur USA, och separatfred med britterna, fick dessa krav stå tillbaka, och ämnet kom inte att stå fokus vid debatten.
Under mötet diskuterades avskaffandet av trefemtedelskompromissen, som gav så kallade "slavstater" mer makt i USA:s kongress, och man krävde att det skulle finnas minst två tredjedelars majoritet i USA:s kongress vid beslut om nya delstaters inträde i USA, krigsförklaringar, samt lagstiftning som begränsade handeln. Federalisterna diskutera också sitt missnöje med Louisianaköpet och 1807 års embargo. Men några veckor senare, då nyheten om Andrew Jacksons seger i Slaget vid New Orleans svepte fram over nordöstra USA, miste federalisterna sin roll som ett betydande parti i amerikansk politik.

### Fotnoter
1. ↑  Hickey (1997) p. 233